# Aulacostroma pithyusae
Aulacostroma pithyusae är en svampart som beskrevs av Schischkina 1973. Aulacostroma pithyusae ingår i släktet Aulacostroma och familjen Parmulariaceae.   Inga underarter finns listade i Catalogue of Life.